# Paví vrch
Paví vrch (281 m n. m.) je vrch v Praze-Smíchově, nad záhybem Radlické ulice. Jižní svah tvoří stráň údolí Radlického potoka. Na severní straně se nachází park Santoška. K vrcholu kopce směřuje ulice Nad Santoškou, na niž navazuje serpentina ulice Na Pavím vrchu a bezejmenná účelová komunikace. Pro pěší je kopec přístupný z více stran.

## Stavby

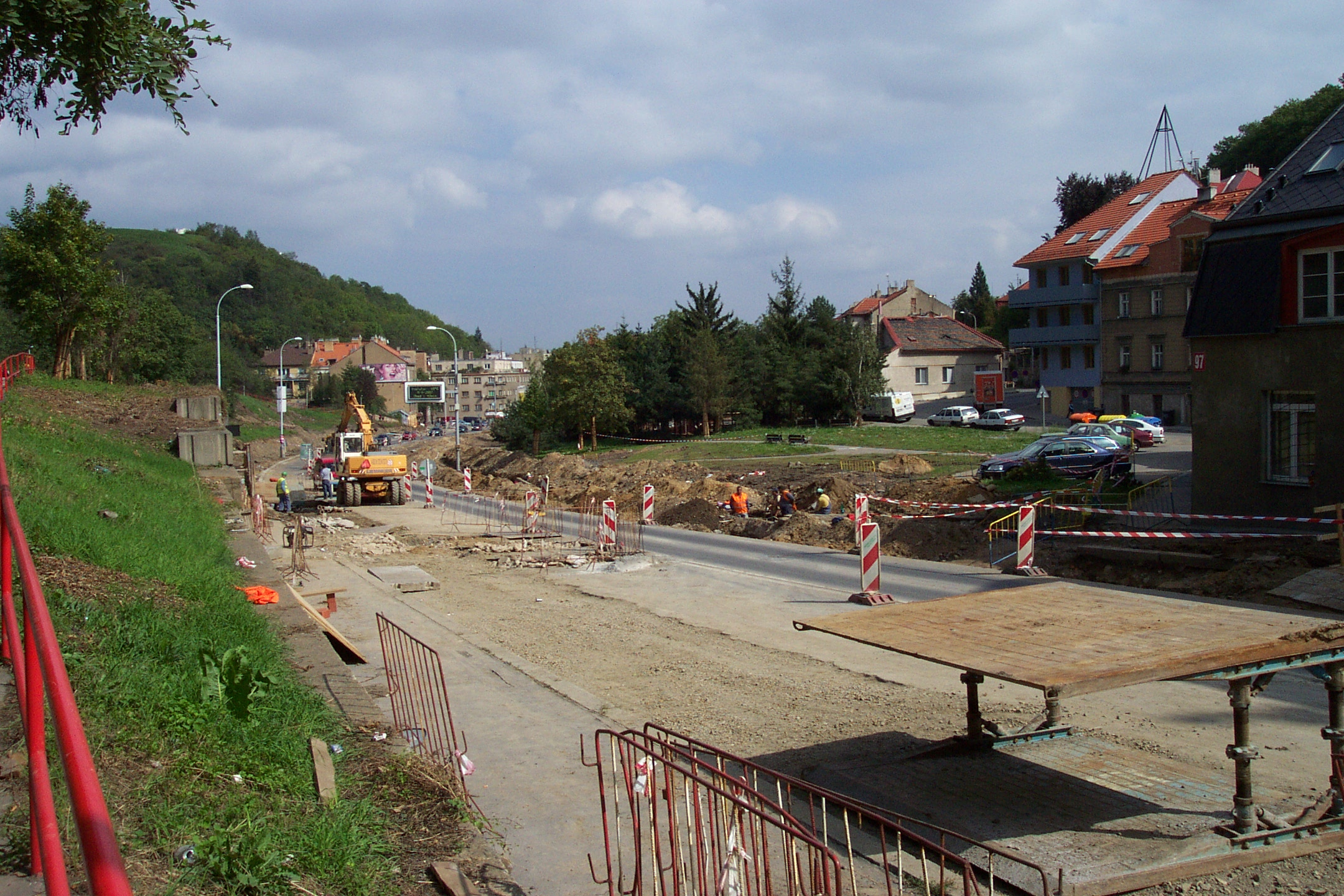
Pohled na Paví vrch (vlevo) od radlické školy

Pod severovýchodním úbočím vede silniční tunel Mrázovka, který má na hřebeni kopce asi 48 metrů vysokou věž větrací šachty hloubky 79 metrů, vybudované v letech 2001–2002. U paty šachty se nachází podzemní ventilátorovna o ploše 207 m² a trafostanice o ploše 157 m².

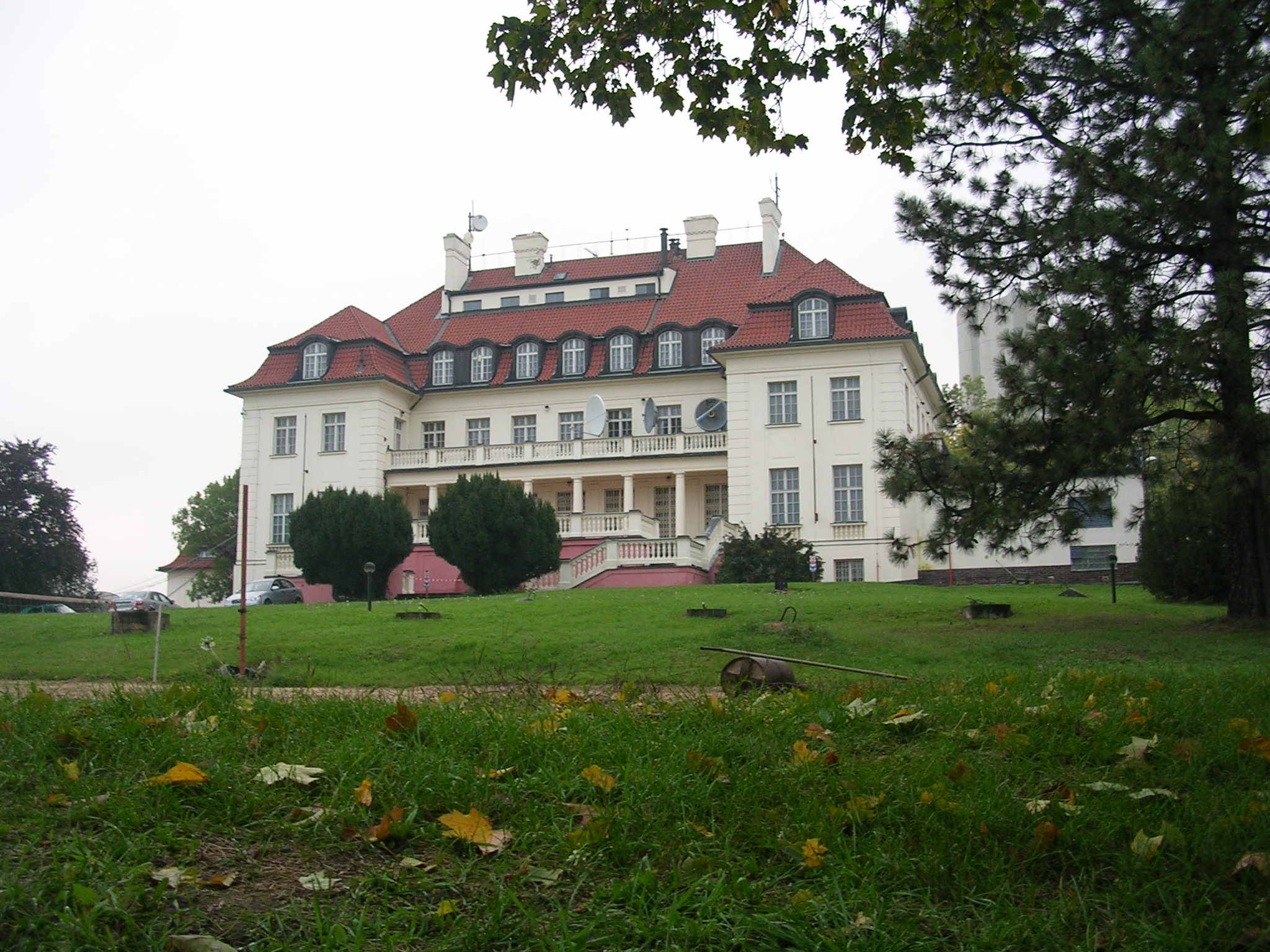
Krulišova vila na Pavím vrchu, "Radiokomunikační a měřící středisko MVČR"

Jednou z vrcholových dominant je honosná vila č. p. 1949. Původně patřila uhlobaronu Krulišovi, proto je někdy označována jako Krulišova vila. Při pražském povstání v roce 1945 zde dlouho odolávaly jednotky SS, ale nakonec se 6. května v poledne vzdaly. Roku 1948 byla vila znárodněna a od té doby ji užívá ministerstvo vnitra. Za socialismu spadalo toto pracoviště pod šestou správu Státní bezpečnosti a byl zde mimo jiné jeden ze 7 československých řídicích bodů rušiček zahraničního rozhlasového vysílání. Koncem 80. let byla vila nákladně zrenovována, na práci byli dováženi vězni. Dnes ji užívá Ministerstvo vnitra České republiky (objekt je označen "Radiokomunikační a měřící středisko MVČR"). 

Severně od ní, nad záhybem stoupající ulice, se nachází architektonicky významná konstruktivistická Říhova vila (č. p. 1911), kterou architekt Josef Karel Říha postavil pro svou vlastní rodinu roku 1928.
U východního konce hřebene je vyhlídka na údolí Vltavy, Nové Město, Vyšehrad a Pankrác, na západním konci hřebene je palouček s vyhlídkou na Radlice a přilehlé stráně.
Na jižním a jihovýchodním svahu se do 1. poloviny 20. století rozkládaly vinice Barvířka, Brentová a Laurová.